# Дмитрієнко Станіслава Григорівна
Станіслава Григорівна Дмитрієнко (нар. 7 листопада 1948, Щербатівка, Житомирської області Української РСР) — російський хімік-аналітик, доктор наук і професор. Фахівець в галузі розділення та концентрування речовин. Створила власний напрямок — використання пінополіуретанів у хімічному аналізі.

## Життєпис
Станіслава Дмитрієнко народилася 7 листопада 1948 року в селі Щербатівка Малинського району Житомирської області.
Закінчила хімічний факультет Московського державного університету імені М. В. Ломоносова в 1972 році, після закінчення вступила до аспірантури. Захистила кандидатську дисертацію в 1976 році на тему «Дослідження екстракції ніобію, танталу і супутніх елементів тетразаміщеними алкілдіамінамі».
Працювала у Московському державному університеті імені М. В. Ломоносова з 1975 року, спочатку на посаді молодшого наукового співробітника, а потім асистента (з 1980 р.), старшого викладача (з 1989 р.), доцента (з 1991 р.). У 2001 році захистила докторську дисертацію «Пінополіуретани в хімічному аналізі: сорбція різних речовин та її аналітичне застосування».
Станіслава Дмитрієнко працює на посаді професора кафедрі аналітичної хімії з 1 вересня 2002 року.

## Наукова діяльність
Наукова діяльність Світлани Дмитрієнко присвячена наступним основним напрямам:
1) Дослідження сорбційних і хемосорбційних властивостей пінополіуретанів. В даному напрямку розроблено сорбційно-фотометричні, сорбційно-флуоресцентні та тест-методики визначення органічних сполук (феноли, ароматичні аміни, барвники, 3,4-бензпірен та інші поліциклічні ароматичні вуглеводні, поверхнево-активні речовини тощо).
2) Синтез і дослідження сорбційних властивостей полімерів з молекулярними відбитками органічних сполук.
3) Дослідження сорбційних властивостей надзшитого полістиролу. Синтез та використання в аналізі магнітного надзшитого полістиролу. Розробка хроматографічних методик визначення кофеїну та інших метилксантинів, сульфаніламідів, тетрациклінів, катехоламінів.
4) Вивчення можливості використання в хімічному аналізі побутових кольореєструючих пристроїв: офісного сканера, цифрового фотоапарата, калібратора моніторів.
5) Синтез і використання спектрофотометрії наночастинок золота та срібла.
Станіслава Дмитрієнко — авторка понад 150 робіт, за останні 5 років[які?] — 46 робіт, 8 патентів. Сумарна цитування вченого за даними WebofScience: 634, Scopus: 557. Індекс Гірша 15.

## Нагороди
- 2012 — Заслужений професор МДУ. МДУ імені М. В. Ломоносова.[13]
- 2010 — Премія імені М. В. Ломоносова першого ступеня за цикл наукових праць «Нові підходи, методи та засоби в хімічному аналізі та контролі об'єктів навколишнього середовища».[14]
- 2009 — Лауреатка Премії адміністрації Краснодарського краю у галузі науки, освіти і культури.
- 2002 — Лауреатка конкурсу «Грант Москви» в галузі наук і технологій у сфері освіти.

## Викладацька діяльність
Станіслава Дмитрієнко є співавторкою підручника «Основи аналітичної хімії. Завдання і запитання» та навчального посібника «Об'єкти навколишнього середовища та їх аналітичний контроль. Методи відбору і підготовки проб. Методи розділення і концентрування».
Читає спецкурси лекцій «Сучасні методи пробопідготовки при визначенні органічних сполук у різних об'єктах» в рамках курсу"Актуальні проблеми аналітичної хімії"(курс лекцій для аспірантів, осінній семестр); «Методи розділення і концентрування» (спецкурс для студентів 5-го курсу), проводить семінарські заняття у студентів хімічного та суміжних факультетів.
Під керівництвом Станіслави Дмитрієнко захищені 1 докторська та 16 кандидатських дисертацій, більше 50 дипломних робіт, велика кількість курсових робіт.
З 2000 року є членом Наукової Ради РАН з аналітичної хімії.